# Malířky působící v Brně od 18. do poloviny 20. století

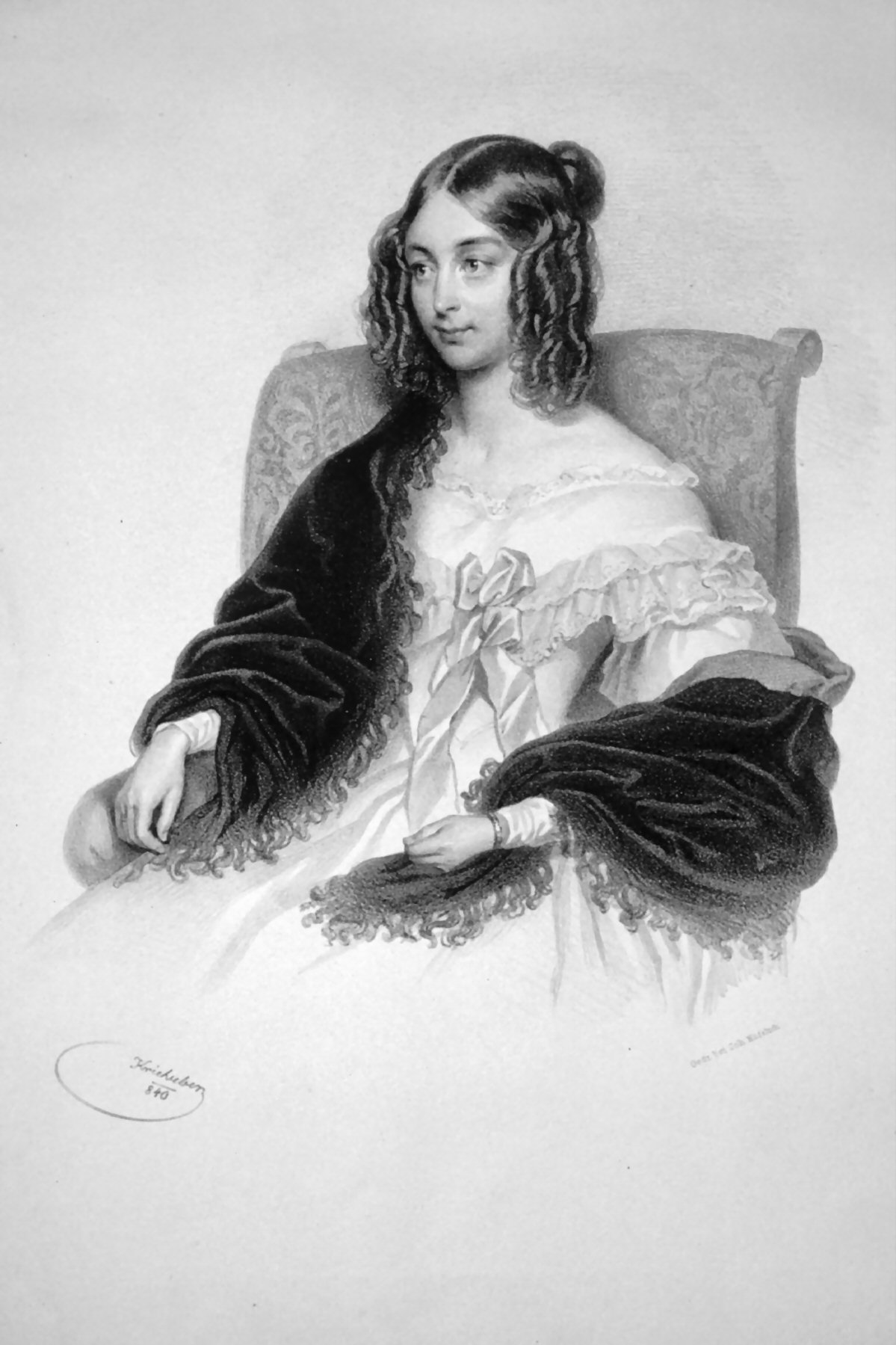
Marie Aloisie Paarová

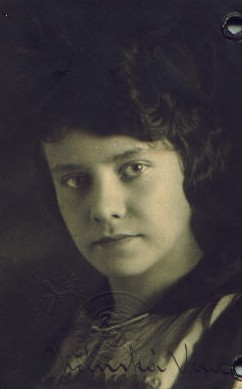
Věra Jičínská

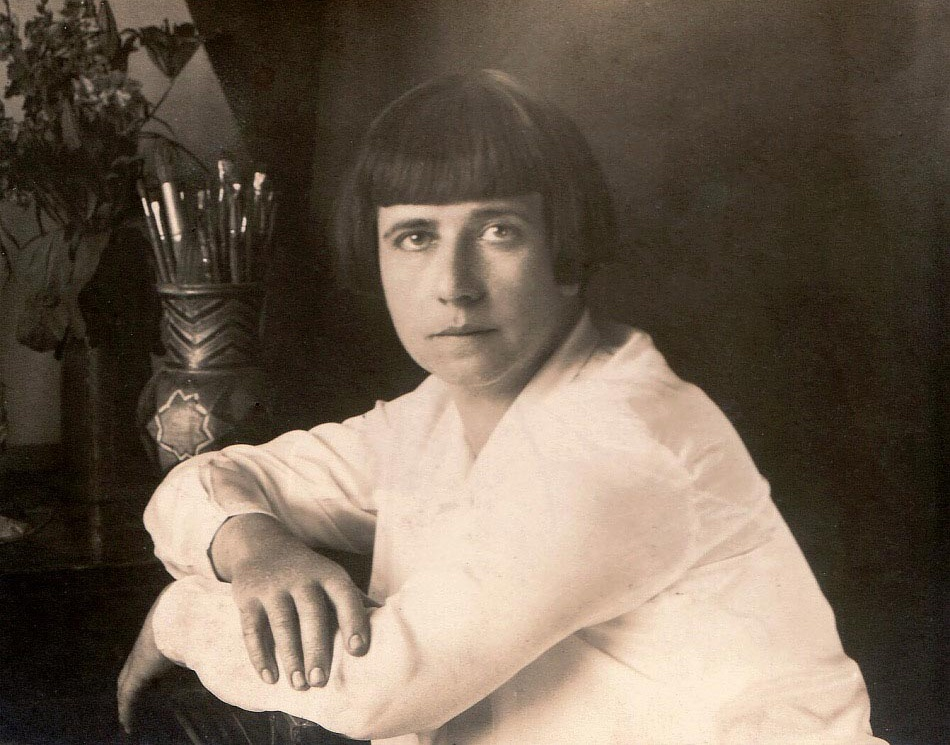
Linka Procházková, 1914

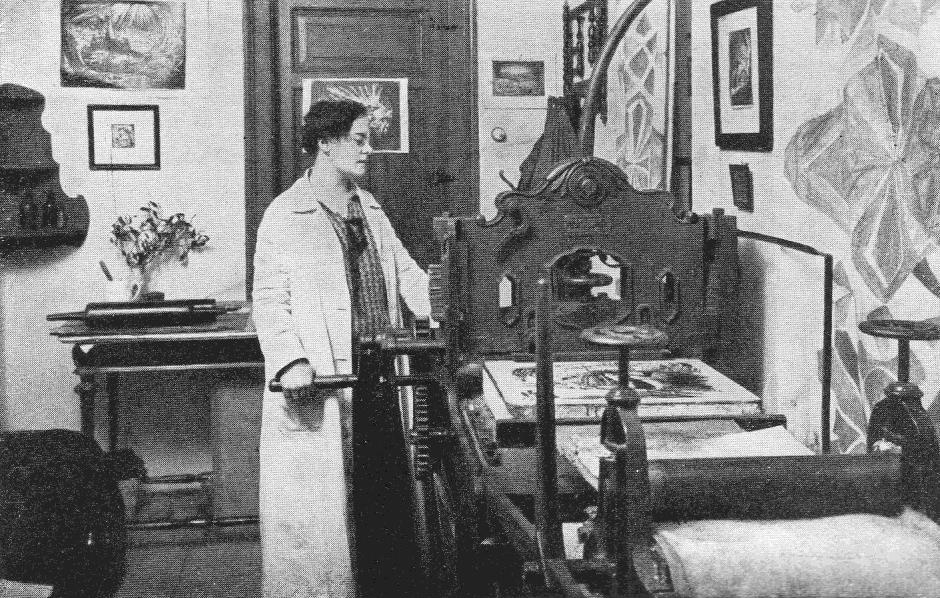
Helena Bochořáková, 1923

Malířky v Brně, narozené v letech 1675 až 1822, nemohly získat vyšší vzdělání a učily se malbě u soukromých učitelů. Malířka Zdenka Vorlová-Vlčková, narozená v roce 1872, už mohla studovat na akademiích ve Vídni a v Mnichově. Dvě malířky, Věra Jičínská a Milena Šimková-Elgrová, studovaly ve střední škole Vesny, kde byl obor kreslení. Dále, jako ostatní, studovaly na Umělecko-průmyslová škola v Praze, která byla založena v roce 1885. Většina malířek poté studovala na soukromých školách u nás nebo v cizině na akademiích. Všechny malířky v Brně se také staly členkami malířských sdružení – skupiny Aleš, Skupiny výtvarných umělců v Brně nebo hodonínského sdružení, na které se rozštěpil Klub přátel umění, vzniklý roku 1900. Některé malířky i spolupracovaly s Kilianovými časopisy Salon nebo Měsíc.

## Malířky, které se učily malovat soukromě
Nejstarší malířka a vyšívačka v Brně Marie Tekla Bittnerová (1675–1730), vstoupila do kláštera františkánek v Brně v Josefské ulici v roce 1705 a po většinu času v něm tvořila vyšívaná paramenta. Z nich nejrozměrnější bylo antependium Hold římské říše a světadílů Svaté rodině, vyšité technikou malby jehlou na plátně o rozměrech 291x100 cm. Obličeje postav a kartuše byly domalovány temperou na pergamenu. Zachytila na něm i přírodu a architekturu. 
- O Terezii Adolf-Girot (1713–1776) se zmiňuje brněnský sochař Ondřej Schweigl ve svém spise o barokních umělcích na Moravě. Pro kapli svaté Anny na Starém Brně namalovala oltářní obraz, dnes nezvěstný.[2]

- Marie Aloisie Paarová (1783–1861) se narodila v Brně, kde byl její otec Ludvík Cavriani moravským zemským hejtmanem. Patřila mezi šlechtičny, které se soukromě učily kresbě i malbě, začaly tvořit i grafiku a vystavovaly ji začátkem 19. století. Po provdání žila na panství v Bechyni, kde vytvořila grafický cyklus ze života na panství. Její Dávnou vzpomínku vystavila Moravská galerie v Brně v Kabinetu grafiky.

Malířka Arnoldina Hodáková (1822–1893) se narodila a zemřela v Brně. Vystavovala zde i v Praze. Její dobře technicky zvládnutá zátiší působící poeticky pochválili v pražských periodikách Jan Neruda i mistr zátiší Karel Purkyně.

## Malířky, které získaly vyšší malířské vzdělání
K prvním profesionálním malířkám na Moravě patřila Zdenka Vorlová-Vlčková (1872–1954). V roce 1900 nastoupila ve Vesně, kde učila tři roky. Kreslila, malovala, tvořila grafiku, ilustrace, divadelní oponu i kulisy, malovala na porcelán, tvořila vitráže i keramiku. Spolupracovala s Leošem Janáčkem a Dušanem Jurkovičem. Sbírala slováckou lidovou tvořivost a aby jí byla blíže, prodloužila si pobyt v Brně o pět let. Později žila a malovala v rodném Velkém Meziříčí.
Malířka narozená v Brně, Božena Vohánková (1881–1971), je známá v souvislosti s malířkou Marií Kvěchovou, jíž byla nejlepší kamarádkou. Po studiích Na UMPRUM v Praze se obě vydaly dále studovat do Paříže. Zde získaly cenné rady od Zdenky Braunerové. Jejich studia ale překazila válka. Božena Vohánková byla krajinářka a působila v Mladé Boleslavi. Měla několik výstav v Čechách.
K nejznámějším malířkám v Brně patřila Linka Procházková (1884–1960). Členka avantgardní Osmy se do Brna přistěhovala v roce 1924 s manželem, známým malířem Antonínem Procházkou. Kulturní prostředí ji podněcovalo k tvorbě. Malovala Brno, krajiny, vzpomínky z cest a později v klasicistním stylu děti, dívky a ženy matky. Po válce restaurovala poničený manželův kubistický obraz Prométheus.
Malířka, grafička a spisovatelka Helena Bochořáková-Dittrichová (1894–1980) z Vyškova poté, co se v roce 1913 provdala za spisovatele a pedagoga Vladimíra Bochořáka, zůstala trvale v Brně. Studovala grafiku na AVU v Praze a už tady tvořila grafické cykly. Vytvořila i cyklus Brno. Své cestopisy si ilustrovala.
Jako první žena vytvořila i dřevorytový román Z mého dětství. Spolupracovala na časopisech B. Kiliana. Pro zhoršení zraku už jen malovala. Společně se svým manželem napsali tři romány.
Po studiu v Brně, Praze a Mnichově odjela Věra Jičínská (1898–1961) do vytoužené Paříže. Zde byla žačkou Antonína Lhoty a Fernanda Légera, kteří ji ovlivnili. Přátelila se s Janem Zrzavým. Po osmi letech se tu vdala za ilustrátora z rodiny nakladatelů v Dobrušce Prokopa Laichtera. Na Brno ale nezapomněla. Stala se členkou Skupiny výtvarných umělců v Brně, dvakrát tu samostatně vystavovala a spolupracovala s B. Kilianem. Pro jeho časopis Měsíc vytvořila obálku. Malovala i abstraktně.
Malířka Olga Fridrichová-Steinzová (1886–1977) přijela do Brna v roce 1914 a vytvořila malířský cyklus Brno zmizelé a mizející. Byla realistka a malovala krajiny, portréty a zátiší. Její dcera Věra Fridrichová byla také malířkou.
Malířka Adéla Hodáčová (1888–1946), rozená Gollová, žila ve stínu svého otce a dcery. Oblíbená žačka Antonína Slavíčka přijala i jeho styl. Byla členkou hodonínského sdružení. V Brně žila v letech 1909–1922.
Marie Šimková (1898–1977) po studiích na UMPRUM v Praze studovala soukromě u Aloise Kalvody. Oblíbila si krajinu Vysočiny, ale zkoušela malovat i abstraktně. Žila a tvořila na Pellicově ulici v Brně.
Na Škole uměleckých řemesel v Brně, založené v roce 1924, učila Marie Ehlerová (1907–1979). Byla učitelkou kreslení v letech 1947–1963. Malovala především portréty a používala zářivých barev. Realizovala i několik svých návrhů na nástěnné malby.